# Vasco Ascolini
Vasco Ascolini (Reggio Emilia, 10 maggio 1937) è un fotografo italiano.

## Biografia
Inizia l'attività a metà degli anni 1960. Dal 1973 al 1980 collabora con il Teatro municipale Romolo Valli di Reggio Emilia, curando la documentazione fotografica di spettacoli di prosa e di danza.
Verso il 1980 inizia ad interessarsi della fotografia di soggetti architettonici e di reperti museali e qualche anno dopo, nel 1983, a Chalon-sur-Saône (Francia), espone al Museo della Fotografia Niépce. In Francia ottiene vari incarichi da Enti ed Istituti del Ministero della Cultura: Musée du Louvre, Musée Rodin, Tuileries, Versailles, Parc Royal, Archive du Parc de Saint-Cloud. Si apre così una serie di esposizioni: nel 1985 espone presso la Lincoln Center Public Library di New York; nel 1991 realizza una mostra personale ad Arles (Francia); nel 1992 a Reggio Emilia realizza la mostra personale L'idea metafisica e nel 1996 partecipa all'esposizione intitolata Metti il fotografo al Museo, una presentazione per immagini dei Musei Civici di Reggio Emilia sviluppata da diversi fotografi, curata da Massimo Mussini.
Nel 1998 il comune di Salon-de-Provence (Francia) gli dedica la mostra retrospettiva Noir lumière. Sempre in Francia, a Lilla, partecipa all'esposizione Une incertaine Folie, realizzata alla Sala del Conclave, con immagini dai luoghi di cura psichiatrica. Nel 2000 è presente ed espone alla mostra D'Après l'Antique al Louvre.
Nel periodo 2002-2003 la città di Mantova lo incarica, nell'ambito del progetto Il segreto della città, per una pubblicazione con testi di Ernst Gombrich, Jacques Le Goff e Pierre Sorlin. Nel 2004 espone al Il Cairo su invito del Ministero della Cultura Egiziano con una mostra antologica curata da A. Gioé. Altra mostra all'Università di Lione, nello stesso anno.

## Riconoscimenti
A New York, presso il MOMA e al Metropolitan Museum of Art, come al Guggenheim Museum, sono conservate ed esposte fotografie del periodo teatrale, così come presso altre importanti istituzioni internazionali quali la Lincoln Center Public Library, la Università del Texas ad Austin, la Fondazione Italiana per la Fotografia di Torino, la Bibliothèque Nationale e il Musée Carnavalet (Parigi).
Ha ricevuto molti riconoscimenti, tra i quali:
- la nomina a Chevalier de l'Ordre des Arts et des Lettres conferitagli dal Ministero della Cultura Francese (2000)[2].
- la Grande Medaglia della Città di Arles.

## La linea critica
Segno distintivo dello stile di Vasco Ascolini è il tratto scuro, nero, il contrasto con il poco bianco presente in un'immagine in bianco e nero.
Nella fotografia di teatro, con forte predilezione per la danza e per la mimica, domina la figura umana che, attraverso la completa eliminazione delle gradazioni intermedie dei toni, è trasformata in corpo plasticamente fisso, quasi un oggetto, una statua.
Nel periodo "dei marmi" le linee precedenti sono adattate ad un'espressione (apparentemente) fredda e stilizzata.
Tratto distintivo del periodo “dei marmi” è l'assoluta assenza della figura umana (viva).
Alcune immagini di scena sembrano citazioni del teatro del Nō. Il contatto di Ascolini con la cultura giapponese è avvenuto prima della sua dedizione alla fotografia. Lo studio della "VIA" lo ha condotto a diventare anche maestro d'arti marziali giapponesi e cintura nera di VI dan (Ju-do).